# Luke Mudgway
Luke Mudgway (Palmerston North, 12 settembre 1996) è un ciclista su strada e pistard neozelandese che corre per il team Li Ning Star.

## Palmarès

### Strada
- 2016 (Avanti IsoWhey Sport, una vittoria)

3ª tappa Tour of China II (Liling > Liling)
- 2019 (EvoPro Racing, una vittoria)

Gravel and Tar Classic
- 2021 (Black Spoke Pro Cycling, una vittoria)

2ª tappa New Zealand Cycle Classic (Masterton > Masterton)
- 2022 (Bolton Equities Black Spoke Pro Cycling, una vittoria)

Classifica generale Gemenc Grand Prix
- 2023 (Bolton Equities Black Spoke, una vittoria)

4ª tappa New Zealand Cycle Classic (Wellington > Wellington)

#### Altri successi
- 2021 (Black Spoke Pro Cycling)

Classifica scalatori New Zealand Cycle Classic
- 2022 (Bolton Equities Black Spoke Pro Cycling)

Classifica a punti Gemenc Grand Prix
- 2023 (Bolton Equities Black Spoke)

Classifica a punti New Zealand Cycle Classic
National Criterium Championships - New Zealand
- 2024 (Li Ning Star)

China Road Pro Cycling League - Shitai Stage
China Road Pro Cycling League - Jiyuan Stage
Grand Prix Chorvoq Criterium
China Road Pro Cycling League - Zitong Stage

### Pista
- 2014

Campionati neozelandesi, Scratch Junior
Campionati del mondo, Americana Junior (con Regan Gough)
BikeNZ Cup - Cambridge, Americana (Cambridge, con Regan Gough)
- 2015

Campionati oceaniani, Inseguimento a squadre (con Aaron Gate, Hayden Roulston e Nick Kergozou)
Campionati oceaniani, Scratch
- 2016

US Sprint GP, Scratch
Fastest Man on Wheels, Corsa a punti

## Piazzamenti

### Competizioni mondiali
- Campionati del mondo su pista

Seul 2014 - Inseguimento a squadre Junior: 3º
Seul 2014 - Scratch Junior: 9º
Seul 2014 - Americana Junior: vincitore
Londra 2016 - Americana: 11º
- Campionati del mondo su strada

Bergen 2017 - In linea Under-23: 78º
Innsbruck 2018 - In linea Under-23: ritirato